# Shailesh Jogia
Shailesh Jogia, krajše Joe Jogia, angleški igralec snookerja indijskih korenin, * 13. november 1975, Leicester, Anglija.

## Kariera
Jogia živi v Letchworthu, Hertfordshire. Do sedaj je v svoji karieri dosegel šestnajstino finala dveh turnirjev za jakostno lestvico - Grand Prixa in British Opena, oboje leta 2004 v razmaku nekaj tednov. Leta 1998 je osvojil turnir English Open, v karieri pa je že vzel skalp nekaterim vrhunskim igralcem, kot so Joe Swail, Mark King in Stuart Bingham. Najvišji niz na katerem od jakostnem turnirjih je znašal 136 točk, dosegel ga je v kvalifikacijah za turnir China Open 2008, odigral pa je že tudi niz 147 točk, a na manjšem turnirju Pro-Am. 
Po sezoni 2006/07 je zaradi skromnejših rezultatov izpadel iz karavane. V sezoni 2008/09 je končal na prvem mestu serije turnirjev Pontins International Open Series (PIOS) in si s tem povrnil mesto med svetovno karavano, mesto, ki ga je sicer držal preko wildcard povabila, saj ni član svojega narodnega snooker telesa. 